# Geji
Una geji era una cortesana o artista femenina de alto rango en la antigua China.Yiji y Shiji son términos modernos, su nombre histórico era Geji.La Geji tuvo muchos nombres a lo largo de la historia. Las que sobresalían bailando se llamaban wuji, las que eran mejores en música se llamaban yueji y las que tenían voces más hermosas eran llamadas shengji. La geji en Taiwan se llama yidan.

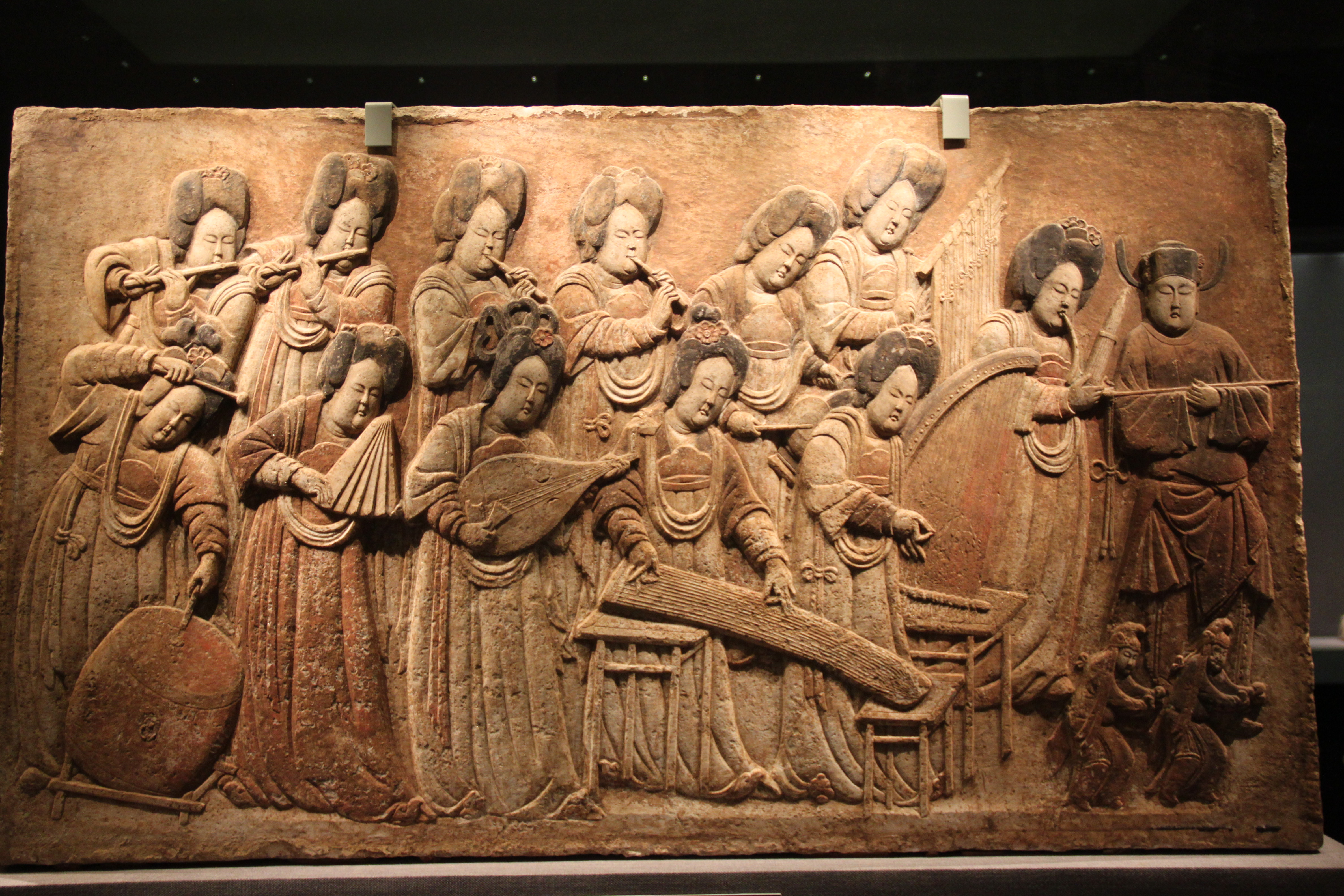
Relieve de las Cinco Dinastías, con músicas gejis actuando.

En principio las geji no estaban directamente implicadas en el comercio sexual, sino que actuaban como una artista especializada en música, canto y poesía, para complacer a dignatarios e intelectuales. Eran respetadas y renombradas por su arte y educación en los clásicos, y contratadas para actuar ante clientes masculinos y femeninos, así como funcionarios del estado.La función principal de las antiguas gejis chinas era proporcionar espectáculos y servicios sociales a los invitados, el sexo a menudo era incidental, las gejis eran conocidas por sus habilidades literarias y artísticas.Tradicionalmente, las gejis como artistas femeninas que actuaban en público, por lo general no se les permitía casarse durante sus carreras, pero se les permitía establecer relaciones con sus empleadores, como una amante.Las prostitutas de alto nivel en la antigua China eran más comúnmente conocidas como "changji". Las geji eran artistas, trabajando como cantantes, bailarinas y poetas entre la sociedad cultivada, la prostitución no era parte de su profesión. Aunque la geji podía en ciertos casos realizar favores sexuales a un cliente, esto no formaba parte de su profesión como geji, sino un favor paralelo externo a su profesión y considerado separado de ella.
Después del establecimiento de la dinastía Qing en 1644, sin embargo, el estado prohibido a las geji ser empleadas por el estado. Esto las hizo dependientes del patrocinio de clientes privados, lo que hizo derivar la profesión hacia la prostitución, pues los clientes masculinos empezaron a reclamar favores sexuales a cambio de su patrocinio.Algunas gejis de finales de la dinastía Ming continuaron cantando y bailando solo como geji en la dinastía Qing. Durante la dinastía Qing, algunas gejis interpretaron la famosa danza de la dinastía Tang "Zhe Zhi" en banquetes familiares nobles y fueron elogiadas. El dramaturgo Li Yu formó su propia compañía de teatro familiar. Las actrices principales de la compañía de teatro de Li Yu, Qiao Ji y Wang Ji, eran ambas ex geji.La profesión de geji se originó en la cultura cortesana de la dinastía Xia y luego se desarrolló entre la gente cultivada.A partir de 1860, las prostitutas "changsan" reemplazaron gradualmente a las gejis.
Una geji podía provenir de varios orígenes, pero un fondo común era el de una aprendiz de lugar de actuación: una niña comprada por un lugar de actuación y educada en las artes para ser geji.Sus lugares de actuación han tenido diferentes nombres a lo largo de la historia, y su patrocinadores estaban formados por funcionarios, intelectuales y altos oficiales del ejército. Las geji más famosas podían ganar fortunas sustanciales. Cuando la geji se retiraba, a menudo educaba a su propia hija para ser su sucesora, o seleccionaba una discípula para ello.